# Mi corazón insiste... en Lola Volcán
Mi corazón insiste... en Lola Volcán è una telenovela prodotta negli Stati Uniti per Telemundo. Si tratta di un remake della telenovela colombiana Yo amo a Paquita Gallego del 1998. Viene trasmessa anche in Venezuela, Israele, Montenegro, Serbia, Romania, Slovenia, Albania e altri paesi. La serie è stata girata durante il 2011.
Racconta la storia di Andres e Lola, due fidanzati. I genitori di lui sono fortemente contrari alla coppia e allora i due innamorati scappano a Las Vegas per sposarsi, però il padre manda il figlio Andres in una scuola militare per controllare la sua forte ribellione e intanto, il padre di Andres, accusa Lola di aver ucciso una persona, così da farla rimanere in carcere per cinque anni. Però quando esce molte cose sono cambiate.